# Chad Mendes
Chad Edward Mendes (ur. 1 maja 1985 w Hanford) – amerykański pięściarz walczący na gołe pięści,  zapaśnik i zawodnik mieszanych sztuk walki (MMA) walczący w kategorii piórkowej. W latach 2011–2018 związany z organizacją UFC, w której był trzykrotnym pretendentem do pasa mistrzowskiego wagi piórkowej.

## Kariera MMA
Zadebiutował 26 września 2008 roku. W 2010 był związany z World Extreme Cagefighting, gdzie w przeciągu roku stoczył cztery zwycięskie pojedynki pokonując m.in. Cuba Swansona. W dniu 5 lutego 2011 roku Chad Mendes stoczył swój pierwszy pojedynek dla największej federacji MMA na świecie UFC. Sędziowie po trzech rundach pojedynku z Japończykiem Michihiro Omigawą ogłosili jednogłośne zwycięstwo Amerykanina.
Po kolejnych zwycięstwach, 14 stycznia 2012 na gali UFC 142 doszło do walki o pas mistrzowski z Brazylijczykiem Jose Aldo, z którym przegrał już w pierwszej rundzie przez nokaut po uderzeniu kolanem.
W grudniu 2013 roku na gali UFC on FOX 9, Mendes pokonał swojego rodaka Nika Lentza co było jego piątym zwycięstwem z rzędu dzięki czemu zapewnił sobie możliwość ponownego stanięcia do walki o pas. 25 października na gali UFC 179 doszło do rewanżowej walki Chada z brazylijskim mistrzem. Po pięciu rundach pojedynku sędziowie orzekli jednogłośne zwycięstwo panującego mistrza kategorii piórkowej.
11 lipca 2015 roku podczas gali UFC 189 miała odbyć się walka pomiędzy panującym mistrzem Jose Aldo a nową mega gwiazdą UFC Conorem McGregorem. Z powodu kontuzji żeber Brazylijczyka naprzeciwko zawodnika z Irlandii w zastępstwie wybrano dwukrotnego pretendenta do tytułu Chada Mendesa.

## Osiągnięcia i nagrody

### Mieszane sztuki walki
- Ultimate Fighting Championship
  - Bonus za nokaut wieczoru (raz) vs. Clay Guida (2013)[12]
  - Bonus za walkę wieczoru (dwa razy) vs. José Aldo (2014)[13], Alexander Volkanovski (2018)[14]
  - Bonus za występ wieczoru (dwa razy) vs. Ricardo Lamas (2015)[15], Myles Jury (2018)[16]

- World MMA Awards
  - 2014: Walka roku vs. José Aldo[17]
- ESPN
  - 2014: Walka roku vs. José Aldo[18]
- BloodyElbow.com
  - 2014: Walka roku vs. José Aldo
- MMAJunkie.com
  - 2014: Walka roku vs. José Aldo[19]
  - 2014: Walka miesiąca październik vs. José Aldo[20]

### Boks na gołe pięści
- Bare Knuckle Fighting Championship
  - Bonus za walkę wieczoru (raz) vs. Eddie Alvarez[21]
  - 2023: Walka roku vs. Eddie Alvarez

## Lista zawodowych walk MMA
| Wynik     | Bilans | Przeciwnik (bilans przed walką) | Rozstrzygnięcie                | Runda | Czas | Rozgrywki                                                 | Data       | Miejsce        | Uwagi                                                          |
| --------- | ------ | ------------------------------- | ------------------------------ | ----- | ---- | --------------------------------------------------------- | ---------- | -------------- | -------------------------------------------------------------- |
| Przegrana | 18-5   | Alexander Volkanovski (18-1)    | TKO (ciosy pięściami)          | 2     | 4:14 | UFC 232                                                   | 29.12.2018 | Inglewood      | Bonus za walkę wieczoru                                        |
| Wygrana   | 18-4   | Myles Jury (17-2)               | TKO (ciosy pięściami)          | 1     | 2:51 | UFC Fight Night: dos Santos vs. Ivanov                    | 14.07.2018 | Boise          | Bonus za występ wieczoru                                       |
| Przegrana | 17-4   | Frankie Edgar (19-4-1)          | KO (cios pięścią)              | 1     | 2:28 | The Ultimate Fighter: Team McGregor vs. Team Faber Finale | 11.12.2015 | Las Vegas      |                                                                |
| Przegrana | 17-3   | Conor McGregor (17-2)           | TKO (ciosy pięściami)          | 2     | 4:57 | UFC 189                                                   | 11.07.2015 | Las Vegas      | Walka o tymczasowy pas UFC w kategorii piórkowej               |
| Wygrana   | 17-2   | Ricardo Lamas (15-3)            | TKO (ciosy pięściami)          | 1     | 2:45 | UFC Fight Night: Mendes vs. Lamas                         | 04.04.2015 | Fairax         | Bonus za występ wieczoru                                       |
| Przegrana | 16-2   | Jose Aldo (24-1)                | Decyzja (jednogłośna)          | 5     | 5:00 | UFC 179                                                   | 24.10.2014 | Rio de Janeiro | Walka o pas UFC w kategorii piórkowej. Bonus za walkę wieczoru |
| Wygrana   | 16-1   | Nik Lentz (24-5-2)              | Decyzja (jednogłośna)          | 3     | 5:00 | UFC on Fox: Johnson vs Benevidez 2                        | 14.12.2013 | Sacramento     |                                                                |
| Wygrana   | 15-1   | Clay Guida (30-13)              | TKO (ciosy pięściami)          | 3     | 0:30 | UFC 164                                                   | 31.08.2013 | Milwaukee      | Bonus za nokaut wieczoru                                       |
| Wygrana   | 14-1   | Darren Elkins (16-2)            | KO (ciosy pięściami)           | 1     | 1:08 | UFC on FOX: Henderson vs Melendez                         | 20.04.2013 | San Jose       |                                                                |
| Wygrana   | 13-1   | Yoatzin Meza (20-7)             | KO (ciosy pięściami)           | 1     | 1:55 | UFC on FX 6: Sotiropoulos vs. Pearson                     | 15.12.2012 | Gold Coast     |                                                                |
| Wygrana   | 12-1   | Cody McKenzie (11-2)            | KO (cios na korpus)            | 1     | 0:31 | UFC 148                                                   | 07.07.2012 | Las Vegas      |                                                                |
| Przegrana | 11-1   | Jose Aldo (20-1)                | KO (kolano i ciosy pięściami)  | 1     | 4:59 | UFC 142                                                   | 14.01.2012 | Rio de Janeiro | Walka o pas mistrzowski UFC w kategorii piórkowej              |
| Wygrana   | 11-0   | Rani Yahya (16-6)               | Decyzja (jednogłośna)          | 3     | 5:00 | UFC 133                                                   | 06.08.2011 | Filadelfia     |                                                                |
| Wygrana   | 10-0   | Michihiro Omigawa (11-8-1)      | Decyzja (jednogłośna)          | 3     | 5:00 | UFC 126                                                   | 05.02.2011 | Las Vegas      | Debiut w UFC                                                   |
| Wygrana   | 9-0    | Javier Vazquez (15-4)           | Decyzja (jednogłośna)          | 3     | 5:00 | WEC 52                                                    | 11.11.2010 | Las Vegas      |                                                                |
| Wygrana   | 8-0    | Cub Swanson (14-3)              | Decyzja (jednogłośna)          | 3     | 5:00 | WEC 50                                                    | 18.08.2010 | Las Vegas      |                                                                |
| Wygrana   | 7-0    | Anthony Morrison (16-9)         | Poddanie (duszenie gilotynowe) | 1     | 2:13 | WEC 48                                                    | 24.04.2010 | Sacramento     |                                                                |
| Wygrana   | 6-0    | Erik Koch (9-0)                 | Decyzja (jednogłośna)          | 3     | 5:00 | WEC 47                                                    | 06.03.2010 | Columbus       |                                                                |
| Wygrana   | 5-0    | Mike Joy (8-4)                  | Decyzja (jednogłośna)          | 3     | 5:00 | Tachi Palace Fights 1                                     | 08.10.2009 | Lemoore        |                                                                |
| Wygrana   | 4-0    | Steven Siler (14-6)             | KO (ciosy pięściami)           | 1     | 0:44 | Tachi Palace Fights - Best of Both Worlds                 | 16.07.2009 | Lemoore        |                                                                |
| Wygrana   | 3-0    | Art Arciniega (7-3)             | Decyzja (jednogłośna)          | 3     | 3:00 | PFC - Best of Both Worlds 2                               | 23.04.2009 | Lemoore        |                                                                |
| Wygrana   | 2-0    | Leland Gridley (2-4)            | TKO (ciosy pięściami)          | 2     | 1:58 | PFC - Best of Both Worlds 1                               | 06.02.2009 | Lemoore        |                                                                |
| Wygrana   | 1-0    | Giovanni Encarnacion (0-1)      | Poddanie (duszenie zza pleców) | 1     | 2:06 | PFC 10: Explosive                                         | 26.09.2008 | Lemoore,       | Debiut w MMA                                                   |

## Lista walk w boksie na gołe pięści
| Wynik     | Bilans | Przeciwnik (bilans przed walką) | Rozstrzygnięcie          | Runda | Czas | Rozgrywki            | Data       | Miejsce    | Uwagi                                              |
| --------- | ------ | ------------------------------- | ------------------------ | ----- | ---- | -------------------- | ---------- | ---------- | -------------------------------------------------- |
| Przegrana | 1-1    | Eddie Alvarez (0-0)             | Decyzja (niejednogłośna) | 5     | 2:00 | BKFC 41              | 29.04.2023 | Broomfield | Walka w wadze półśredniej. Bonus za walkę wieczoru |
| Wygrana   | 1-0    | Joshuah Alvarez (2-1)           | TKO (ciosy pięściami)    | 4     | 1:34 | BKFC: KnuckleMania 2 | 19.02.2022 | Hollywood  | Debiut w boksie na gołe pięści w wadze lekkiej     |

## Życie prywatne
Mendes ma pochodzenie portugalskie, włoskie, boricua i irlandzkie.
Wraz z żoną Abby mają córkę (urodzoną w 2019 roku).
Założył firmę wędkarską o nazwie Finz and Featherz.
29 lipca 2012 roku został oskarżony za rzekome uczestnictwo w bójce, w barze, w swoim rodzinnym mieście Hanford. Około miesiąc później Prokuratura Okręgowa Hrabstwa Kings ogłosiła, że będzie domagać się postawienia Mendesowi zarzutu pobicia. Zarzuty zostały wycofane po tym, jak Mendes przyznał się do winy w sprawie zakłócania porządku publicznego i zapłacił grzywnę.